# جولامولا
جولامولا (به لاتین: Julamulla) یک منطقهٔ مسکونی در سری‌لانکا است که در استان جنوبی (سری‌لانکا) واقع شده‌است.